# Kamikawa (Saitama)
Kamikawa (神川町?) è una cittadina giapponese della prefettura di Saitama.